# Comté de Victoria (Nouvelle-Écosse)
Pour les articles homonymes, voir Comté de Victoria.

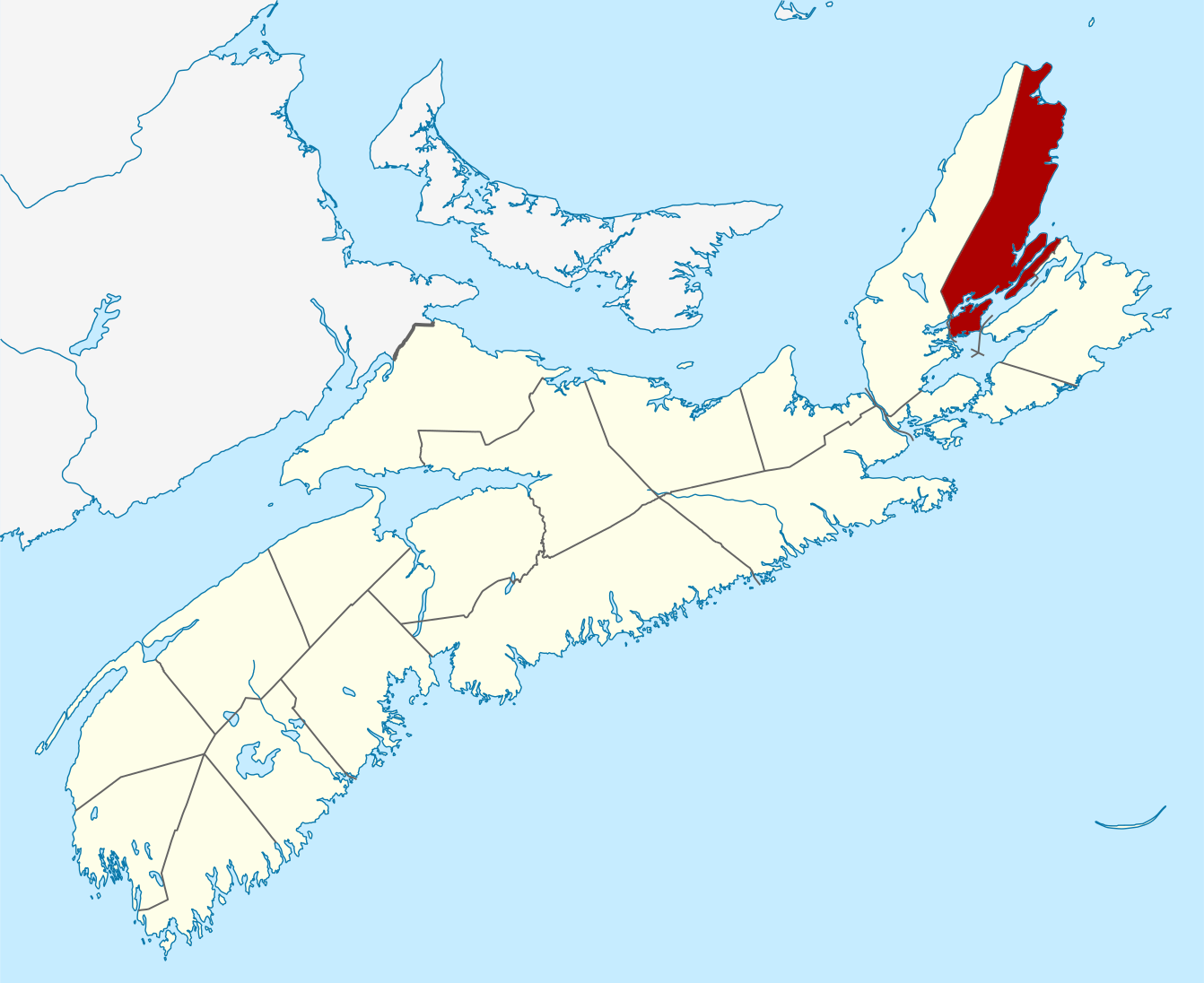
Localisation du comté de Victoria

Le comté de Victoria (en anglais : Victoria County, en gaélique écossais : Siorramachd Bhioctoria) est un comté canadien situé dans la province de la Nouvelle-Écosse.

## Démographie

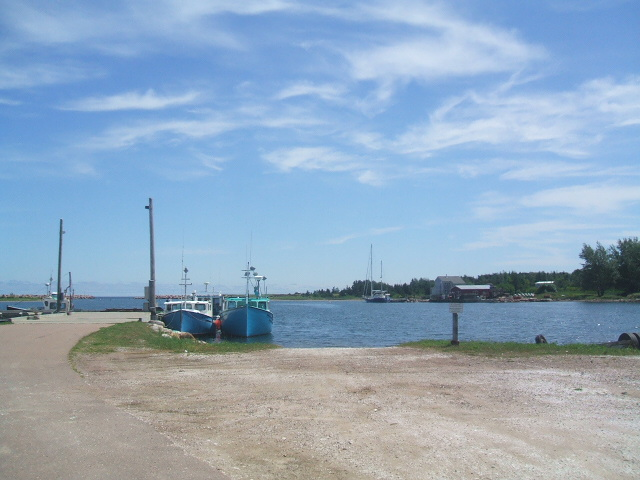
Cap Islander navires de pêche dans le nord-est du comté de Victoria en 2010

| 2001  | 2006  | 2011  | 2016  |
| ----- | ----- | ----- | ----- |
| 7 962 | 7 594 | 7 115 | 7 089 |